# 2025年敘利亞議會選舉
2025年敘利亞議會選舉預計將於2025年9月15日至20日舉行，屆時將會選出敘利亞人民議會210席中的140席。人民議會是敘利亞的國家立法機構。這將會是自2024年12月阿薩德政權垮台後的首次選舉，並由過渡政府總統艾哈邁德·沙拉主導舉行。
與過去的選舉不同，2025年選舉將採用臨時的間接選舉制度。在全部210個議席中，有140席將透過以選區為基礎的選舉人團系統選出，由專家及社區領袖組成的地方委員會負責挑選議員。其餘70席則由總統直接委任，所有席位都不會以全民直接投票方式產生。

## 背景
敘利亞人民議會是該國一院制立法機構。在以往政府時期，包括巴沙爾·阿薩德執政期間，人民議會一直被視為橡皮圖章，只會通過配合執政復興黨利益的法案。
2024年，隨著敘利亞反對派的攻勢、國內政治變局及轉向新治理模式，2024年7月選出的人民議會於2025年1月29日被正式解散，並由一個臨時立法委員會取代。在2025年敘利亞臨時憲法通過後，成立一個臨時性的「人民議會」，當中由總統任命三分之一的議員。到2025年6月2日，總統頒佈第66號總統令，成立「人民議會選舉高級委員會」。這個由11名成員組成的委員會負責監督選舉所需的各級小組委員會組建，而這些小組委員會將會選出三分之二的議席。
敘利亞總統艾哈邁德·沙拉指出，目前仍缺乏足夠的基礎設施以推行全民直接選舉，而敘利亞人權律師安瓦爾·艾哈邁德·布尼則表示，除了「缺乏政治運作、政黨及政治活動」之外，還需要為國內流離失所者及已故人士進行登記，以及處理阿薩德政權曾向大批伊朗武裝分子發放公民身份的問題，因此在現階段採用間接選舉制度屬「合理」做法，直至有足夠條件實行直接選舉，而這項準備工作或需時最多四年才能完成。

## 選舉制度
2025年選舉將按照一套臨時選舉制度舉行。根據選舉高級委員會的說法，人民議會將由210名議員組成，其中140席（佔三分之二）會透過間接方式產生，餘下70席（佔三分之一）則由敘利亞總統直接任命。高級委員會主席強調，總統任命的席位將保留給「高技能技術專家，以填補選舉過程中可能出現的空缺，並確保代表的多元化」。最初計劃人民議會將為150席，其中100席由選舉產生，50席由任命產生，但2025年7月27日宣佈更改此計劃。

### 選民
這項臨時選舉機制，取代前政權採用的全民直接投票方式，改為間接選舉模式。各地小組委員會會先組成地方選舉團，然後再由這些選舉團選出議員。委員會表示，這種方式是為了配合新議會「過渡性」與「立法性」的定位，而非著重代表性，因目前缺乏完善的基礎設施，例如可靠的人口普查及選民登記資料，難以舉行直接選舉。這次選舉主要希望挑選出技術官僚及學術界人士：當中70%會是學者或專家，另外30%則是社區知名人士（最好同時具備學術背景）。
每個省的小組委員會會為每個選區提名30至50人，組成地方選舉人團，再從中選出一名國會代表。全國共劃分為65個行政區，而14個小組委員會會在各省設立一個。

### 選區
委員會已表示，計劃在全國範圍內舉行選舉，包括目前由敘利亞民主力量控制的拉卡省及哈塞克省。如果這些地區最終無法舉行選舉，委員會將與當地知名人士及領袖合作，透過間接方式確保他們參與。
這100個議席會根據省份分配，每個省再細分成多個行政區作為選區。委員會成員穆罕默德·瓦利曾指出：「每個省有多個地區，每個地區會產生多名國會議員」。

### 平等
為了討論意見和建議，高級委員會會見幾個團體和領袖，包括：
- 敘利亞婦女諮詢委員會[15]
- 工會與企業聯合會代表[16]
- 依納爵·阿弗雷姆二世·卡里姆[17]
- 公民社會[18]
- 記者聯盟[19]
- 德拉代表團[20]

敘利亞人權律師安瓦爾·艾哈邁德·布尼也建議總統可以任命少數族群議員，以彌補選舉委員會中邊緣群體所失去的平衡。

### 各省席次分佈
1. 阿勒頗省（20）
2. 大馬士革省（11）
3. 大馬士革農村省（10）
4. 霍姆斯省（9）
5. 哈馬省（8）
6. 伊德利卜省（7）
7. 拉塔基亞省（6）
8. 代爾祖爾省（6）
9. 哈塞克省（6）
10. 塔爾圖斯省（5）
11. 德拉省（4）
12. 拉卡省（3）
13. 蘇韋達省（3）
14. 庫奈特拉省（2）

### 日期
委員會預計，選出人民議會議員的程序將需時約60至90天，預計會於2025年6月展開，並於同年8月結束。全國選舉將在同一天舉行，選舉最初定於8月底，但最終選定的日期是9月15日至20日之間。
總統將頒佈法令，制定選舉程序。委員會主席表示，該法令涵蓋成員資格條件、競選機制、選民和候選人行為準則，以及確保女性參選率至少達到20%的規定。

### 任期
委員會同時預計，人民議會議員的任期一般為五年。然而，根據憲法宣言，人民議會的任期設為30個月，因此理論上須於30個月後再次舉行選舉。這意味著，儘管委員會最初被視為一個較長遠的任務，但最終仍需依循憲法所訂立的立法週期進行更新。

### 參選資格
根據委員會主席所述，參選人必須符合以下條件：
- 年滿25歲；
- 具有良好品行及聲譽；
- 未曾因不名譽罪行被定罪；
- 具備完全法律行為能力，並且沒有財務上的限制；
- 已擁有敘利亞國籍至少10年。

## 反應與分析
敘利亞法律研究與研究中心主任安瓦爾·艾哈邁德·布尼等法律專家表示，這個選舉過程在當前敘利亞的情況下屬於務實之舉。他承認目前基礎設施及公民登記資料嚴重不足，並強調在過渡治理架構中，必須納入公民社會及地方領袖的參與。布尼補充指出，這屆人民議會作出的決策，日後在舉行全民選舉後，仍有機會被重新審議、修訂甚至廢止。
歐盟駐敘利亞臨時代辦米高·翁馬赫特表示，歐盟歡迎最高選舉委員會的成立，並將提供專業協助以支持這個過渡性的立法架構。聯合國敘利亞問題特使裴凱儒亦對委員會的成立表示歡迎。